# Santa Teresita, Córdoba
Santa Teresita är en ort i Mexiko.   Den ligger i kommunen Córdoba och delstaten Veracruz, i den sydöstra delen av landet, 230 km öster om huvudstaden Mexico City. Santa Teresita ligger 1 018 meter över havet och antalet invånare är 583.
Terrängen runt Santa Teresita är huvudsakligen kuperad, men den allra närmaste omgivningen är platt. Runt Santa Teresita är det tätbefolkat, med 550 invånare per kvadratkilometer. Närmaste större samhälle är Córdoba, 6,6 km sydost om Santa Teresita. Trakten runt Santa Teresita består till största delen av jordbruksmark.